# Gilles Mas
Gilles Mas (Condrieu, 5 gennaio 1961) è un dirigente sportivo ed ex ciclista su strada francese. Attivo come professionista dal 1984 al 1989, dal 1997 affianca Vincent Lavenu come direttore sportivo all'AG2R Citroën Team.

## Palmarès

### Strada
- 1980 (Juniores)

Prix de l'Amitié

#### Altri successi
- 1982 (Dilettanti, tre vittorie)

6ª tappa Route de France
Classifica generale Route de France
Classifica generale Tour de Béarn
- 1990

2ª tappa Tour du Tarn-et-Garonne

## Piazzamenti

### Grandi Giri
- Tour de France

1984: 29º
1985: 37º
1986: 47º
1987: 32º
1988: ritirato (19ª tappa)
- Vuelta a España

1984: 32º
1985: 25º
1989: ritirato (12ª tappa)

### Classiche monumento
- Liegi-Bastogne-Liegi

1985: 45º